# Vicente Escudero
Vicente Escudero Urive (Valladolid, 1892. október 27. - Barcelona, 1980. december 4.) cigány származású spanyol flamenco táncos.

## Élete
Már fiatal korában ismert kávéházi táncos volt Spanyolországban, 1920-ban lépett fel először a párizsi Olympia színpadán partnernőjével, Carmita Garcíával, akivel évek óta együtt táncolt. 1922 és 1932 között bejárta Európát, 1932-ben fellépett az Egyesült Államokban. Eltáncolta Carmelo szerepét az El amor brujo ("Szerelmi varázs") La Argentina-féle produkciójában. 1954-ben tért vissza Párizsba, de azután is többször turnézott Amerikában. 1961-ben visszavonult, de továbbra is tartott előadásokat, bemutatókat a flamencóról.

## Külső hivatkozások
- Archivo Vicente Escudero: http://www.vicenteescudero.org
- Vicente Escudero élete